# Perepeleace, Vasîlkivka
Perepeleace (în ucraineană Перепеляче) este un sat în comuna Pavlivka din raionul Vasîlkivka, regiunea Dnipropetrovsk, Ucraina.

## Demografie
Componența lingvistică a localității Perepeleace
     Ucraineană (100%)
Conform recensământului din 2001, toată populația localității Perepeleace era vorbitoare de ucraineană (100%).